# Berkheya insignis
Berkheya insignis là một loài thực vật có hoa trong họ Cúc. Loài này được (Harv.) Thell. mô tả khoa học đầu tiên năm 1929.